# Édouard Pouteil-Noble
Édouard Émile Pouteil-Noble, född 25 augusti 1902 i Villard-de-Lans i Isère, död där 7 juli 1973, var en fransk längdskidåkare som tävlade under 1920-talet.
Vid olympiska vinterspelen 1924 i Chamonix deltog han och kom på femtonde plats på femmilen.